# K1 Type 88
Der K1 Type 88 ist ein südkoreanischer Kampfpanzer. 

## Beschreibung
Der K1 Type 88 wurde Anfang der 1980er-Jahre von Hyundai Rotem und General Dynamics im Auftrag der südkoreanischen Regierung entwickelt und 1988 der südkoreanischen Armee übergeben.
Dabei wurden die speziellen südkoreanischen Anforderungen in der Entwicklung und Produktion dieses Kampfpanzers berücksichtigt, zum Beispiel die Körpergröße der Soldaten und die besonderen Geländeverhältnisse. Die Wanne und der Turm orientieren sich in ihrer Formgebung am amerikanischen M1A1, des Gleichen wird auch die dort verwendete Verbundpanzerung eingesetzt. Der Gesamtaufzug des Panzers ist mit einer Höhe von 2,25 Meter für einen Turmpanzer sehr niedrig. Die hydropneumatische Federung bietet die Möglichkeit, den Richtbereich der Kanone nach Höhe und Tiefe zu vergrößern, eine angesichts der gebirgigen Landschaft der Koreanischen Halbinsel wichtige militärische Forderung.
Der Triebwerksblock besteht aus einem 8-Zylinder-Dieselmotor mit 880 kW (1200 PS) von MTU Friedrichshafen und einem ZF-Automatikgetriebe. Die Feuerleitanlage besteht aus amerikanischen Bauteilen. Als Hauptbewaffnung dient die weltweit verbreitete 105-mm-Zugrohrkanone L7. Der weiterentwickelte K1A1 ist mit der von Rheinmetall entwickelten 120-mm-Glattrohrkanone bewaffnet und dank Wärmebildgerät voll nachtkampffähig.